# Phyllodactylus leei
Phyllodactylus leei är en ödleart som beskrevs av  Cope 1889. Phyllodactylus leei ingår i släktet Phyllodactylus och familjen geckoödlor. IUCN kategoriserar arten globalt som sårbar. Inga underarter finns listade i Catalogue of Life.